# Rosario-Santa Fe
La Rosario - Santa Fe fue una competición de ciclismo en ruta de un día que se disputaba en la provincia de Santa Fe, Argentina.
Fue creada por el Ciclista Moto Club Santafesino en el año 1925. Se interrumpió entre 1950 y 1954, luego nuevamente no se realizó entre 1960-64, en 1965 la Sociedad Ciclista de Veteranos tomó la organización de la prueba lo cual realizó hasta 1992. Después de eso nuevamente el club creador realizó la competencia hasta el año 2004.

## Palmarés

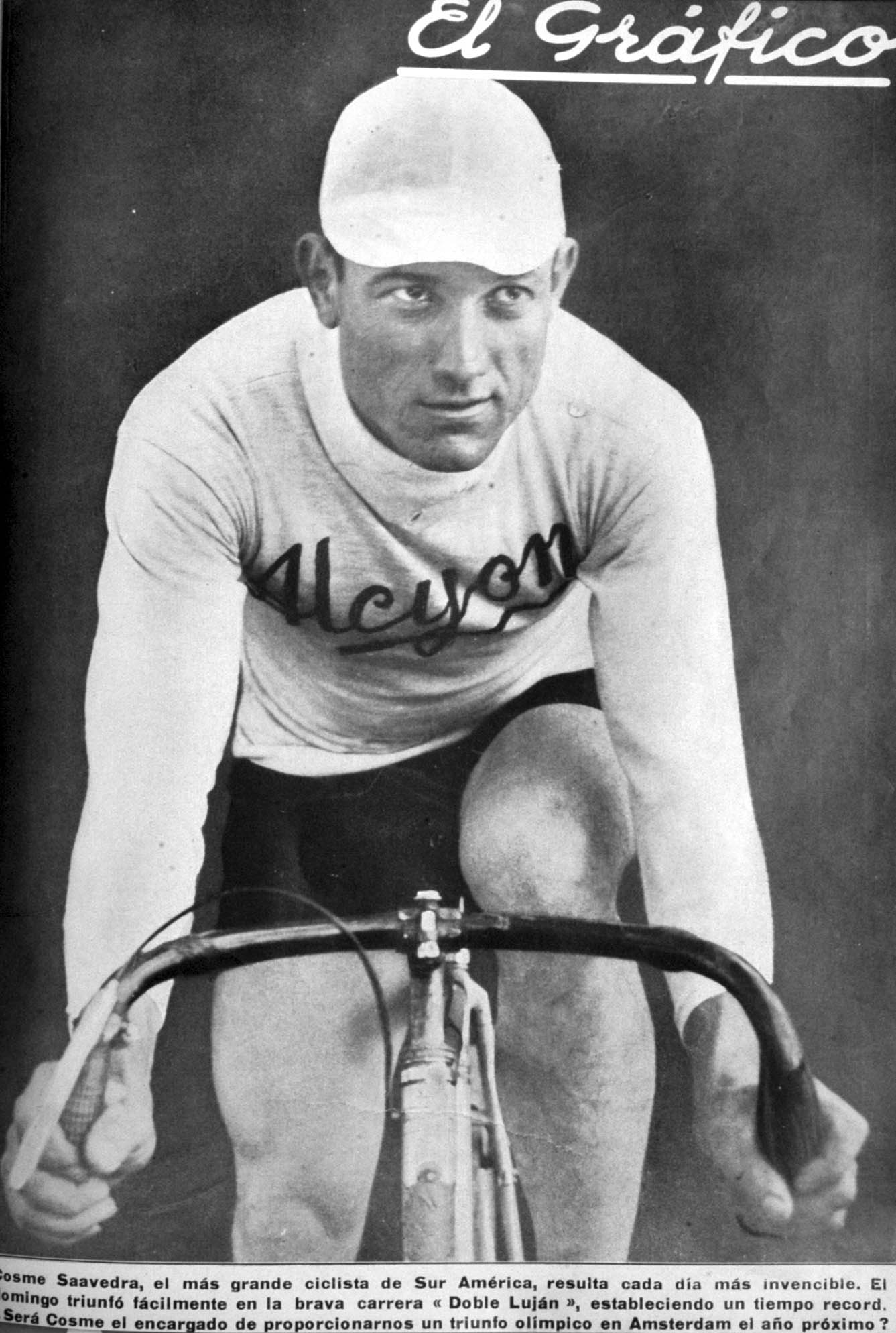
Cosme Saavedra - Ganador en 6 oportunidades

| Edición | Año       | Ganador                 | Segundo                  | Tercero                 |
| ------- | --------- | ----------------------- | ------------------------ | ----------------------- |
| 1.ª     | 1925      | Cosme Saavedra          | Luciano Edmundo Domowicz | Adolfo Pompei           |
| 2.ª     | 1926      | Mario Argenta           | Cristian Berger          | Eugenio Verduna         |
| 3.ª     | 1927      | Cosme Saavedra          | Luciano Edmundo Domowicz | Arcadio Oliva           |
|         | 1928      | edición no realizada    | edición no realizada     | edición no realizada    |
| 4.ª     | 1929      | Cosme Saavedra          | Vicente Bogliolo         | Oscar Martínez          |
| 5.ª     | 1930      | Cosme Saavedra          | José M. López            | Sergio Abregú           |
| 6.ª     | 1931      | Cosme Saavedra          | Oscar Martínez           | Remigio Saavedra        |
| 7.ª     | 1932      | Cosme Saavedra          | José M. López            | Próspero Rojas          |
| 8.ª     | 1933      | José M. López           | Alberto Forner           | Francisco Arredondo     |
| 9.ª     | 1934      | José M. López           | Tomás Suárez             | Pedro Distéfano         |
| 10.ª    | 1935      | Luis M. Sánchez         | Aníbal López             | Francisco Montórfano    |
| 11.ª    | 1936      | José M. López           | Remigio Saavedra         | Rafael Schell           |
| 12.ª    | 1937      | Mario Mathieu           | Aníbal López             | Rafael Schell           |
| 13.ª    | 1938      | Juan Bianchi            | Manuel Abregú            | Vicente Pendino         |
| 14.ª    | 1939      | Mario Mathieu           | Rafael Schell            | Bernardo Churrut        |
| 15.ª    | 1940      | Mario Mathieu           | Antonio Pérez            | Voltaire Riera          |
| 16.ª    | 1941      | Antonio Bertola         | Bandera de ?             | Bandera de ?            |
| 17.ª    | 1942      | Mario Mathieu           | Aníbal López             | Antonio Pérez           |
| 18.ª    | 1943      | Antonio Bertola         | Mario Mathieu            | Antonio Pérez           |
| 19.ª    | 1944      | Alberto Castellani      | Antonio Pérez            | Roberto Guerrero        |
| 20.ª    | 1947      | Mario Mathieu           | José M. López            | Jorge Olivera           |
| 21.ª    | 1948      | Juan Koval              | Bandera de ?             | Bandera de ?            |
| 22.ª    | 1949      | Humberto Varisco        | Ceferino Perone          | Jorge Olivera           |
|         | 1950-1954 | ediciones no realizadas | ediciones no realizadas  | ediciones no realizadas |
| 23.ª    | 1955      | Héctor Acosta           | José Rosa                | H. San Juan             |
| 24.ª    | 1956      | Bandera de ?            | Bandera de ?             | Bandera de ?            |
| 25.ª    | 1957      | Rubén Chervet           | Juan J. López            | Alberto Zarantonello    |
| 26.ª    | 1958      | Bandera de ?            | Bandera de ?             | Bandera de ?            |
| 27.ª    | 1959      | Mauricio Ramón          | Ricardo Senn             | Rubén Mitti             |
|         | 1960-1964 | ediciones no realizadas | ediciones no realizadas  | ediciones no realizadas |
| 28.ª    | 1965      | Roberto Breppe          | Juan Cavalieri           | Héctor Acosta           |
| 29.ª    | 1966      | Bandera de ?            | Bandera de ?             | Bandera de ?            |
| 30.ª    | 1967      | Bandera de ?            | Bandera de ?             | Bandera de ?            |
| 31.ª    | 1968      | Héctor Cassina          | José Rosa                | Juan Carlos Tschieder   |
| 32.ª    | 1969      | Bandera de ?            | Bandera de ?             | Bandera de ?            |
| 33.ª    | 1970      | Bandera de ?            | Bandera de ?             | Bandera de ?            |
| 34.ª    | 1971      | José Lorenzo Palma      | Miguel Macchi            | ?                       |
| 35.ª    | 1972      | Bandera de ?            | Bandera de ?             | Bandera de ?            |
| 36.ª    | 1973      | Bandera de ?            | Bandera de ?             | Bandera de ?            |
| 37.ª    | 1974      | Bandera de ?            | Bandera de ?             | Bandera de ?            |
| 38.ª    | 1975      | Bandera de ?            | Bandera de ?             | Bandera de ?            |
| 39.ª    | 1976      | Bandera de ?            | Bandera de ?             | Bandera de ?            |
| 40.ª    | 1977      | Bandera de ?            | Bandera de ?             | Bandera de ?            |
| 41.ª    | 1978      | Bandera de ?            | Bandera de ?             | Bandera de ?            |
| 42.ª    | 1979      | Bandera de ?            | Bandera de ?             | Bandera de ?            |
| 43.ª    | 1980      | Bandera de ?            | Bandera de ?             | Bandera de ?            |
| 44.ª    | 1981      | Bandera de ?            | Bandera de ?             | Bandera de ?            |
| 45.ª    | 1982      | Bandera de ?            | Bandera de ?             | Bandera de ?            |
| 46.ª    | 1983      | Bandera de ?            | Bandera de ?             | Bandera de ?            |
| 47.ª    | 1984      | Bandera de ?            | Bandera de ?             | Bandera de ?            |
| 48.ª    | 1985      | Bandera de ?            | Bandera de ?             | Bandera de ?            |
| 49.ª    | 1986      | Bandera de ?            | Bandera de ?             | Bandera de ?            |
| 50.ª    | 1987      | Bandera de ?            | Bandera de ?             | Bandera de ?            |
| 51.ª    | 1988      | Bandera de ?            | Bandera de ?             | Bandera de ?            |
|         | 1989      | edición no realizada    | edición no realizada     | edición no realizada    |
| 52.ª    | 1990      | Bandera de ?            | Bandera de ?             | Bandera de ?            |
| 53.ª    | 1991      | Bandera de ?            | Bandera de ?             | Bandera de ?            |
| 54.ª    | 1992      | Gustavo Faris           | Bandera de ?             | Bandera de ?            |
| 55.ª    | 1993      | Bandera de ?            | Bandera de ?             | Bandera de ?            |
| 56.ª    | 1994      | Bandera de ?            | Bandera de ?             | Bandera de ?            |
| 57.ª    | 1995      | Flavio Guidoni          | Bandera de ?             | Bandera de ?            |
| 58.ª    | 1996      | Carlos Selvini          | Bandera de ?             | Bandera de ?            |
| 59.ª    | 1997      | Walter Pérez            | Bandera de ?             | Bandera de ?            |
| 60.ª    | 1998      | Flavio Guidoni          | Bandera de ?             | Bandera de ?            |
| 61.ª    | 1999      | Luis Lorenz             | Bandera de ?             | Bandera de ?            |
| 62.ª    | 2000      | Adrián Gariboldi        | Bandera de Argentina     | Daniel Mosler           |
| 63.ª    | 2001      | Daniel Mosler           | Gastón Corsaro           | Elvio Alborzen          |
| 64.ª    | 2002      | Fernando Antogna        | Luis Lorenz              | Gastón Corsaro          |
|         | 2003      | edición no realizada    | edición no realizada     | edición no realizada    |
| 65.ª    | 2004      | Luis Lorenz             | Gastón Corsaro           | Raúl Turano             |

## Estadísticas

### Más victorias
| Ciclista        | Victorias | Años                               |
| --------------- | --------- | ---------------------------------- |
| Cosme Saavedra  | 6         | 1925, 1927, 1929, 1930, 1931, 1932 |
| Mario Mathieu   | 5         | 1937, 1939, 1940, 1942, 1947       |
| José M. López   | 3         | 1933, 1934, 1936                   |
| Antonio Bertola | 2         | 1941, 1943                         |
| Flavio Guidoni  | 2         | 1995, 1998                         |
| Luis R. Lorenz  | 2         | 1999, 2004                         |

### Más podios
| Ciclista         | Victorias | 2.º lugar | 3.º lugar | Total |
| ---------------- | --------- | --------- | --------- | ----- |
| Cosme Saavedra   | 6         | -         | -         | 6     |
| Mario Mathieu    | 5         | 1         | -         | 6     |
| José M. López    | 3         | 3         | -         | 6     |
| Antonio Pérez    | -         | 2         | 2         | 4     |
| Luis Lorenz      | 2         | 1         | -         | 3     |
| Aníbal López     | -         | 3         | -         | 3     |
| Gastón Corsaro   | -         | 2         | 1         | 3     |
| Rafael Schell    | -         | 1         | 2         | 3     |
| Antonio Bertola  | 2         | -         | -         | 2     |
| Flavio Guidoni   | 2         | -         | -         | 2     |
| Héctor Acosta    | 1         | -         | 1         | 2     |
| Edmundo Damovich | -         | 2         | -         | 2     |
| Oscar Martínez   | -         | 1         | 1         | 2     |
| Jorge Olivera    | -         | -         | 2         | 2     |

### Copa Challenger Camper
La Copa Challenger Camper se entregaba a quienes ganaran dos veces la carrera en forma consecutiva o alternada.
| Ciclista        | Victorias | Copas Camper |
| --------------- | --------- | ------------ |
| Cosme Saavedra  | 6         | 3            |
| Mario Mathieu   | 5         | 2            |
| José M. López   | 3         | 1            |
| Antonio Bertola | 2         | 1            |